# (5110) Belgirate
(5110) Belgirate ist ein Asteroid im Hauptgürtel des Sonnensystems, den Edward L. G. Bowell am 10. Juli 1983 an der Anderson Mesa Station des Lowell-Observatoriums entdeckte. Er befindet sich innerhalb der 3:1-Kirkwoodlücke, die bei 2,50 AE liegt.
Der Asteroid wurde 1993 nach der am Westufer des Lago Maggiore gelegenen Gemeinde Belgirate benannt.